# Bilal Powell
Bilal Powell (Lakeland, 27 ottobre 1988) è un ex giocatore di football americano statunitense che ha militato nel ruolo di running back per i New York Jets della National Football League (NFL). Fu scelto nel corso del quarto giro (126º assoluto) del Draft NFL 2011. Al college ha giocato a football all'Università di Louisville.

## Carriera

### New York Jets
Powell fu scelto dai New York Jets nel corso del quarto giro del Draft 2011. Fece il suo debutto come professionista il 17 novembre 2011 contro i Denver Broncos. Powell disputò solamente due partite nella stagione 2011, correndo 21 yard su 13 tentativi e ricevendo un passaggio da 7 yard.

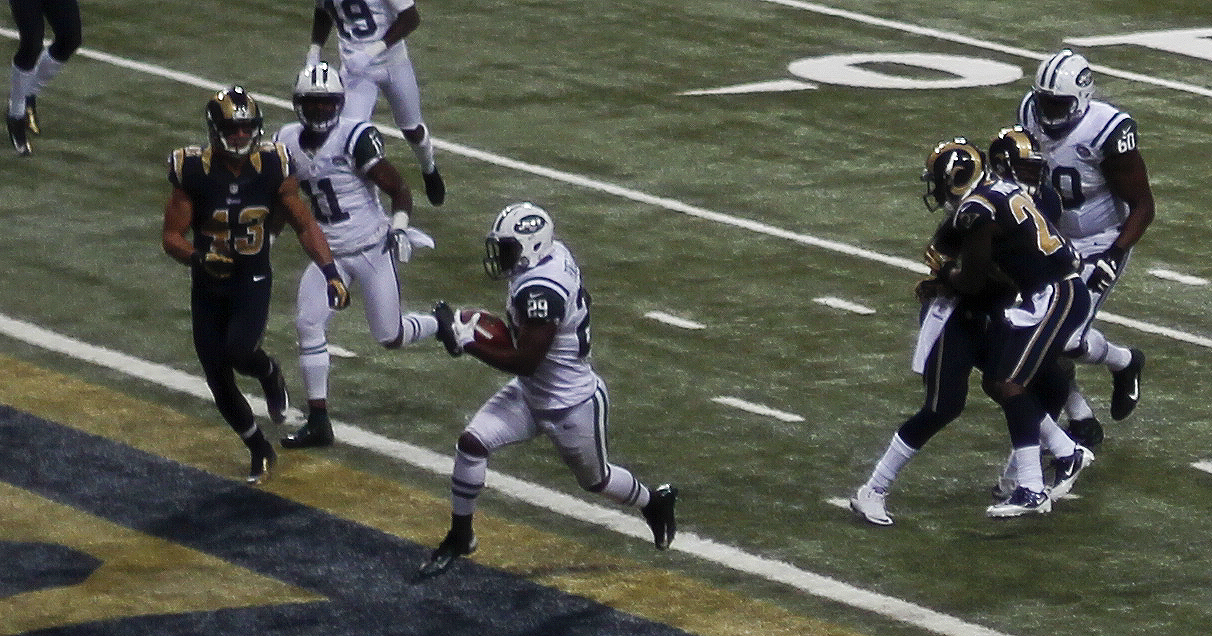
Un touchdown di Powell contro i St. Louis Rams nel 2012

Powell disputò la prima gara come titolare il 30 settembre 2012 contro i San Francisco 49ers in cui corse 11 sole yard su 4 tentativi nella sconfitta 34-0 dei Jetsi. Il 18 novembre 2012 contro i St. Louis Rams, Powell corse 11 volte per 42 yard e segnò due touchdown, oltre a ricevere due passaggi per 18 yard. Altri due touchdown li segnò nella settimana successiva contro i New England Patriots. Grazie a queste prestazioni, la settimana seguente, Powell tornò a partire come titolare nella vittoria contro gli Arizona Cardinals in cui corse 58 yard. Tornato a partire dalla panchina, contro i Jacksonville Jaguars nella settimana 14 corse un massimo in carriera di 78 yard. La seconda stagione da professionista di Powell si concluse con 437 yard corse e 4 touchdown.
Powell segnò il suo primo touchdown della stagione 2013 nella sconfitta della settimana 2 contro i New England Patriots. La settimana successiva corse un nuovo primato in carriera di 149 yard nella vittoria sui Buffalo Bills.
Nel quarto turno della stagione Powell corse 163 yard e segnò un touchdown su una corsa da 75 yard, la più lunga della carriera, nella vittoria sui Jacksonville Jaguars.
Dopo essere rimasto senza squadra nel 2020 e 2021, Powell il 26 aprile 2022 firmò un contratto di un giorno per ritirarsi come membro dei Jets.